# Idioma mirning

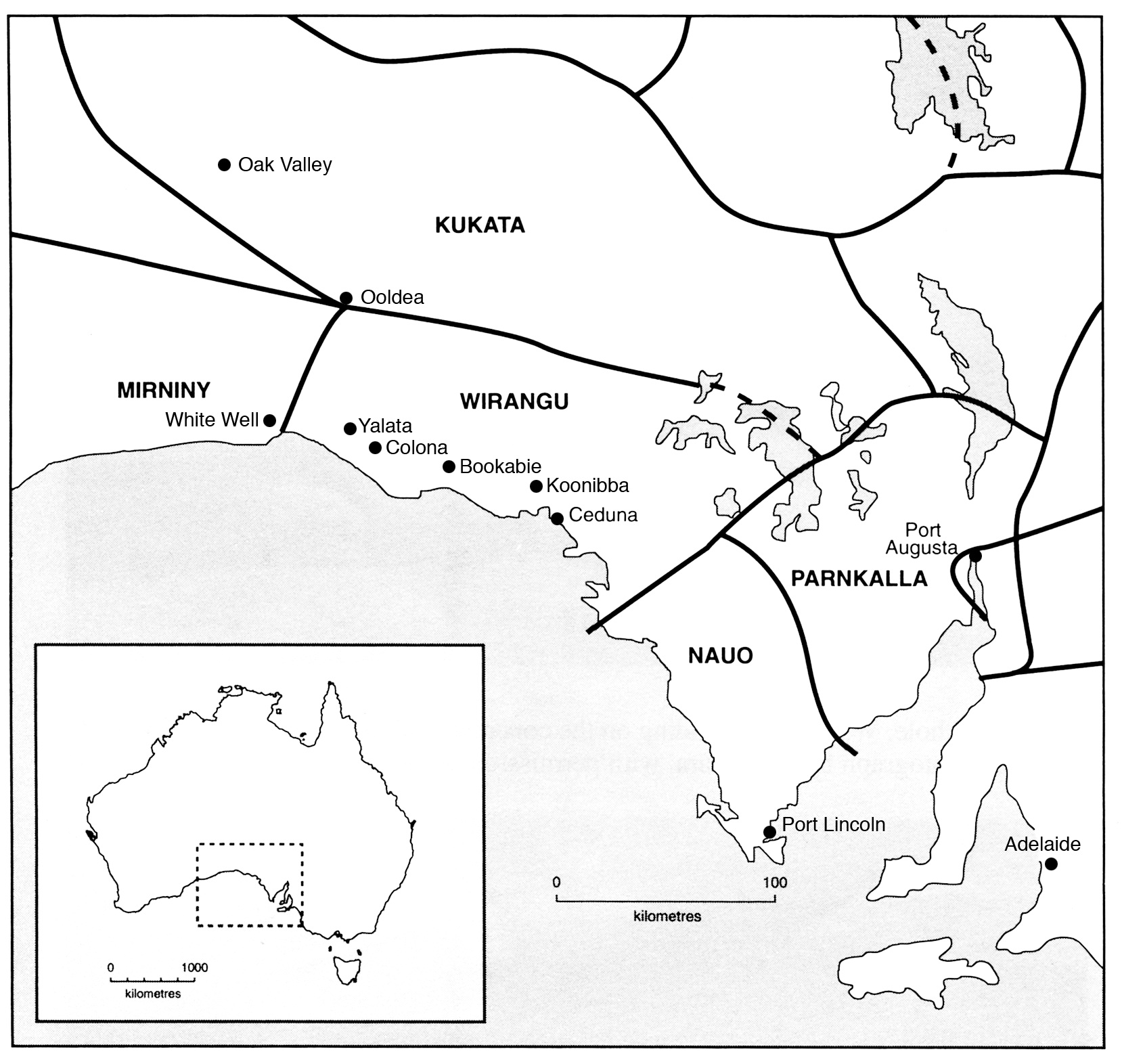
Lenguas aborígenes de Australia Del sur.

Mirning (Mirniny) es una lengua Pama-ñungana de Australia Occidental.
El murunitja era aparentemente un dialecto derivado del idioma Mirning o de su lengua hermana el Ngadjunmaya.